# 잔카를로 잔니니
잔카를로 잔니니(Giancarlo Giannini, 1942년 8월 1일 ~ )는 이탈리아의 배우이다.

## 출연 작품
- 노티 마지크 (2018)
- 더 캐쳐 워즈 어 스파이 (2018)
- 튜리파니, 러브, 아너 앤 어 바이시클 (2017)
- 온 에어: 석세스 스토리 (2016)
- 아메리쿠아 (2013)
- 더 갬블러 후 우든트 다이 (2013)
- 007 퀀텀 오브 솔러스 (2008)
- 은밀한 교육 2 (2006)
- 007 카지노 로얄  (2006)
- 샤도우 댄서 (2005)
- 맨 온 파이어 (2004)
- 마음은 어디에나 (2003)
- 마이 하우스 인 움브리아 (2003)
- 조슈아 (2002)
- 교황 요한 23세 (2002)
- 다크니스 (2002)
- 모모 (2001)
- CQ (2001)
- 한니발 (2001)
- 사구 (2000)
- 만찬 (1998)
- 헤븐 비포 아이 다이 (1997)
- 미믹 (1997)
- 친화력 (1996)
- 데스 인 그라나다 (1996)
- 마피아 캅스 (1995)
- 구름 속의 산책 (1995)
- 두 마리 악어처럼 (1994)
- 강아지를 타고 온 건달들 (1992)
- 일 마레 오스쿠로  (1990)
- 아들과 함께 사는 삶 (1990)
- 숏 컷(영어판) (1989)
- 뉴욕 스토리 (1989)
- 게으름의 즐거움 (1988)
- 스낵 바 부다페스트 (1988)
- 최후의 결전 (1988)
- 나는 삐까리 (1988)
- 세이빙 그레이스(영어판) (1985)
- 도박꾼(영어판) (1985)
- 아메리칸 드리머 (1984)
- 릴리 마를렌 (1981)
- 굿 뉴스 (1979)
- 혈선 (1979)
- 러버스 앤 라이어스 (1979)
- 불의 여인 (1978)
- 순수한 사람들 (1976)
- 귀부인과 승무원 (1974)
- 상류 사회 (1974)
- 사랑과 무정부 (1973)
- 올 스크루드 업 (1973)
- 인디안 섬머 (1972)
- 미미의 유혹 (1972)
- 질투의 드라마 (1970)
- 산타 비토리아의 비밀 (1969)
- 사랑과 죽음의 전장 (1969)
- 안지오의 영웅들 (1968)